# U21-världsmästerskapet i handboll för herrar 2001
U21-världsmästerskapet i handboll för herrar 2001 var den 13:e upplagan av U21-VM i handboll på herrsidan och spelades i Schweiz från den 20 augusti till 2 september 2001. Världsmästare blev Ryssland.

## Medaljörer
| Guld | Silver | Brons |
| --- | --- | --- |
| RysslandJurij Ojered Jevgenij Titov Anton Rubizov Dmitrij Kovaljov Vassilij Filippov Aleksandr Gorbatikov Valerij Miagkov Danil Tjernov Aleksej Burakin Oleg Frolov Andrej Filippov A. Boulakh Anton Diatjuk Michail Tjipurin Aleksej PeskovFörbundskapten: Valentin Sitjev | Spanien12. Francisco Chirosa 16. Fco. Javier Santana 2. R. Garcia 3. A. Sorrentino 5. Antonio Cartón 8. Julen Aguinagalde 10. S. Berrios 11. Carlos Prieto 13. Santiago Urdiales 14. Chema Rodríguez 15. Iker Romero 17. V. AlvarezFörbundskapten: Jorge Jiménez | Sverige1. Per Sandström 12. Thomas Forsberg 2. Linus Nilsson 3. Kim Andersson 4. Hans Karlsson 5. Jonas Källman 6. Marcus Berg 8. Thomas Wallin 7. Jan Lennartsson 9. Calle Tagesson 10. Jon Einarsson 11. Niklas Johnsson 13. Robert Goude 14. Henrik Dreyer 15. Kristian Svensson 17. Kristian MeijerFörbundskaptener: Krister Broman Per-Olov "Tjolle" Ström |

## Slutplaceringar
| 1.  | Ryssland U21               |
| 2.  | Spanien U21                |
| 3.  | Sverige U21                |
| 4.  | Ungern U21                 |
| 5.  | Tyskland U21               |
| 6.  | Danmark U21                |
| 7.  | Serbien och Montenegro U21 |
| 8.  | Egypten U21                |
| 9.  | Kroatien U21               |
| 10. | Polen U21                  |
| 11. | Brasilien U21              |
| 12. | Algeriet U21               |
| 13. | Belarus U21                |
| 14. | Norge U21                  |
| 15. | Schweiz U21                |
| 16. | Slovenien U21              |
| 17. | Kuwait U21                 |
| 18. | Tunisien U21               |
| 19. | Qatar U21                  |
| 20. | Argentina U21              |